# Stivan
Stivan je naselje na otoku Cresu. Administrativno pripada gradu Cresu.

## Zemljopisni položaj
Nalazi se južno od Vranskog jezera, na nadmorskoj visini od 100 do 120 metara. Oko 1 km zapadno je uvala s nekoliko kuća.
Najbliže naselje je Miholašćica (2 km sjeverozapadno).

## Stanovništvo
Prema popisu iz 2001. godine, naselje ima 38 stanovnika.
| broj stanovnika | 229   | 230   | 277   | 312   | 305   | 346   | 360   | 342   | 333   | 252   | 182   | 106   | 58    | 27    | 38    | 40    | 24    |
|                 | 1857. | 1869. | 1880. | 1890. | 1900. | 1910. | 1921. | 1931. | 1948. | 1953. | 1961. | 1971. | 1981. | 1991. | 2001. | 2011. | 2021. |

## Vanjske poveznice
- Grad Cres: Naselja na području grada Cresa